# Super Mario World 2: Yoshi's Island
Super Mario World 2: Yoshi's Island (スーパーマリオ ヨッシーアイランド) est un jeu de plate-forme de Nintendo sorti en 1995 sur Super Nintendo, puis en 2002 sur Game Boy Advance sous le titre Yoshi's Island: Super Mario Advance 3. Il a été réédité sur Nintendo Switch en 2019.
Shigeru Miyamoto et son équipe ont dû mettre en valeur un style graphique particulier, face au comité d'évaluation de Nintendo qui s'attendait plutôt à voir des graphismes en images de synthèse pré-rendues comme l'avait utilisé Donkey Kong Country.
Dans la lignée du premier opus, un deuxième est sorti sur Nintendo DS, à savoir Yoshi's Island DS, ainsi qu'un troisième du nom de Yoshi's New Island sur Nintendo 3DS.

## Scénario
Une cigogne traverse le ciel afin de livrer deux nourrissons à leurs heureux parents qui les attendent avec fébrilité. Soudain, tandis que la cigogne survole un océan, elle est heurtée de plein fouet par un sorcier sur son balai qui dérobe l'un des paquets au passage. Le second quant à lui est perdu par la cigogne.
Le sorcier se nomme Kamek, chef des Magikoopa. Ses dons de divination lui ont fait comprendre que deux nourrissons, bébé Mario et bébé Luigi, seraient bientôt de grandes menaces pour les Koopas et leur maître Bowser (qui est lui aussi un bébé). Il décida donc de les capturer (et la cigogne avec). Il n'a finalement récupéré qu'un seul baluchon, celui de bébé Luigi. Il envoie donc ses sbires capturer son frère, bébé Mario.
Ce dernier, Mario, échoue sur l'île des Yoshis. Il est retrouvé par un Yoshi vert. Avec le bébé se trouve la carte de la cigogne. Les Yoshis décident d'effectuer une sorte de relais à travers leur île afin d'atteindre le monde sombre de Bowser et retrouver bébé Luigi. Ce qu'ils ne savent pas, c'est que les sbires sont déjà sur leurs traces…

## Système de jeu
Le joueur dirige Yoshi, le célèbre compagnon dinosaure de Mario dans Super Mario World, qui tient sur son dos, cette fois-ci, un Mario encore bébé. Il peut attraper un ennemi avec sa langue et le garder dans sa bouche pour le lancer sur un autre ennemi ou le transformer en œuf. Les œufs servent à être lancés pour débloquer des passages, obtenir des bonus ou attaquer des ennemis.
Il existe des œufs de 4 couleurs différentes : le vert de base, obtenu en gobant un ennemi, le jaune qui s'obtient grâce à des blocs spéciaux ou en faisant rebondir un œuf une fois avant de le rattraper, le rouge en le faisant rebondir deux fois et enfin le clignotant — le plus rare — qui ne s'obtient qu'à des endroits clés. La particularité de ces œufs concerne les bonus qu'ils donnent au joueur ; en effet, un œuf jaune donnera à l'impact une pièce, un rouge deux étoiles qui remplissent le compteur de temps qui s'effrite lorsque Mario est touché, et un clignotant une pièce rouge indispensable pour obtenir le score de 100 dans un niveau.
À la fin de chaque niveau se trouve un anneau de fin, qui enclenche une roulette sur laquelle s'affichent les bonus « fleurs » collectés précédemment. Si la roulette s'arrête sur une fleur, le joueur accède à un court niveau Bonus lui permettant de gagner des vies ou des cartes bonus à utiliser en cours de niveau (à l'exception des combats contre les boss). Les différentes cartes permettent de gagner des étoiles pour le compteur, de détruire tous les ennemis présents à l'écran, de découvrir les pièces rouges via une loupe ou encore de doter Yoshi d'une pastèque lui permettant pendant un court moment de lancer des pépins, du feu ou encore de la glace. Ces bonus sont parfois nécessaires pour accéder à des zones cachées mais jamais pour terminer le niveau en cours.
En effet, à la fin de chaque niveau, un score sur 100 est octroyé au joueur. Pour atteindre ce score, il faut réunir 5 bonus « fleurs » — la réunion des 5 donnant en outre une vie supplémentaire —, 20 pièces rouges dissimulées parmi les nombreuses pièces jaunes et 30 étoiles au compteur. L'obtention du score maximal peut être considérée comme l'accomplissement final du niveau, et avoir 100 aux 8 niveaux d'un monde précis ouvre la porte vers deux niveaux supplémentaires.
Lorsqu'il est touché, Yoshi a quelques secondes pour rattraper Mario qui s'envole au moment de l'impact, avant qu'il ne soit enlevé par les sbires de Kamek. Au mieux, il y a 10 secondes (étoiles) au compteur. Le joueur peut récupérer du temps soit en obtenant des bonus étoiles, qu'il obtient dans certains nuages-bonus ou encore en faisant rebondir des œufs rouges, en utilisant un bonus « carte » ajoutant 10 ou 20 étoiles, ou bien en passant à travers un anneau de sauvegarde de niveau. Si le compteur descend en dessous de la barre des 10 secondes et que Yoshi récupère néanmoins son colis braillard, le compteur remontera doucement jusqu'à 10. Atteindre 0 entraîne un Game Over.
Yoshi lors de son saut peut planer quelques secondes ; cette possibilité rend certains passages de plates-formes très techniques et intéressants. Ce saut augmenté permet d'atteindre des endroits autrement inaccessibles. Le bruit qui l'accompagne est assez pittoresque. On apprend à faire ce saut très tôt dans le jeu, dès le court niveau d'introduction, car il s'avère indispensable pour progresser dès les premiers pièges. Un autre saut, qui fait son apparition et qui revient régulièrement est le saut rodéo : en appuyant sur la touche « bas » lors d'un saut, Yoshi s'écrase violemment au sol, détruisant ou enfonçant l'objet se trouvant sous lui. La manœuvre nécessite un bref délai, et il convient donc au joueur de bien viser pour ne pas rater sa cible. C'est parfois la seule manière de vaincre un ennemi.
Le gameplay est constamment renouvelé à travers la diversité des ennemis et leurs types d'attaque, le level design ou encore les diverses transformations de Yoshi à des endroits précis. Yoshi peut en effet se transformer en différentes machines, toutes possédant leurs possibilités et leurs caractéristiques : l'hélicoptère, le plus utilisé, la pelleteuse permettant de creuser, la voiture qui peut modifier sa suspension à volonté pour laisser passer des ennemis entre ses roues, le train qui évolue sur des parcours de rails préétablis, enfin le sous-marin dans les milieux aquatiques. Yoshi est même amené au cours de son aventure à chausser des skis.

## Développement
Alors que Super Mario World est sorti en même temps que la console Super Nintendo (en 1990 au Japon), Yoshi's Island — nommé Super Mario Bros 5: Yoshi's Island au cours de son développement — sort assez tard par rapport à la durée de vie de la console. En 1995, la Saturn et surtout la PlayStation s'imposent au détriment du monopole de Nintendo sur le marché des consoles de salon. En effet les jeux Nintendo ne font plus la une des magazines, les jeux en 3D accaparant toute l'attention. C'est dans ce contexte que sort Yoshi's Island, qui surprend par le soin extrême accordé à sa réalisation.
En cette période, la Super Nintendo tire ses dernières cartes afin de faire patienter les joueurs devant la nouvelle génération. Et tandis que Nintendo abreuve les magazines de publicités agressives envers la PlayStation et la Saturn — sans jamais les nommer toutefois, comme « Si vous avez une 32 bits pour Noël, ne riez pas : ça pourrait être la vôtre » —, des jeux comme  Killer Instinct et Donkey Kong Country 2: Diddy's Kong Quest qui sortent eux aussi en 1995, poussent la console dans ses derniers retranchements. En outre, la stratégie de Nintendo est claire : inciter les joueurs à garder leurs vieilles consoles 16 bits voire à en racheter. 
Équipe de développement
- Réalisateurs : Takashi Tezuka, Toshihiko Nakago, Shigefumi Hino, Hideki Konno
- Course Design : Yasuhisa Yamamura, Kenta Usui, Yoshihiro Nomoto, Eiji Noto
- Compositeur : Koji Kondo
- Character Design : Shigefumi Hino, Hisashi Nogami, Masahiro Iimura, Tomoaki Kuroume
- C.G. Design : Yoshiaki Koizumi
- Producteur : Shigeru Miyamoto
- Producteur exécutif : Hiroshi Yamauchi[1]

## Accueil
Yoshi's Island reçoit des critiques élogieuses à sa sortie.

## Yoshi's Island: Super Mario Advance 3
Yoshi's Island: Super Mario Advance 3 est le portage du jeu Yoshi's Island sur Game Boy Advance. Il sort le 24 septembre 2002 aux États-Unis et le 11 octobre 2002 en Europe. Il est quasiment identique au jeu d'origine à quelques différences près, la première d'entre elles étant la possibilité, pour les nostalgiques, de jouer à une version du jeu d'arcade Mario Bros.. Cette version voit l'apparition de six nouveaux niveaux dits "Secret", débloqués lors de la victoire face au boss final. De manière plus anecdotique, l'ancien cri de Yoshi a été remplacé par le moderne et le niveau nommé "Cotonou prout-prout" devient "Cotonou-les-flots".
Les changements sont majoritairement d'ordre technique : ainsi, l'écran de la console portable étant proportionné différemment d'un écran de télévision, le champ de vision est raccourci, ce qui rend certains passages du jeu plus délicats. Certains effets graphiques présents sur la version Super Nintendo de Yoshi's Island ont disparu dans la version Game Boy Advance, et ce à cause de l'absence du chipset Super FX 2 sur cette dernière. Par exemple, dans le niveau Cotonou-les-flots, lorsque le joueur entre en contact avec les boules cotonneuses, un effet de distorsion de l'arrière-plan est visible sur Super Nintendo mais pas sur Game Boy Advance. De même, un effet graphique a été supprimé lorsque Kamek transforme les boss. Cela explique aussi l'indisponibilité du jeu sur la Console Virtuelle de la Wii à cause de cette puce qui est mal émulée sur cette dernière.
Cet épisode GBA a été offert aux premiers acheteurs de la 3DS via le "programme ambassadeurs" de Nintendo.

## Anecdote
- Le niveau 1-7, dénommé "Touch Fuzzy, Get Dizzy" dans les versions internationales, a étrangement été renommé "Lustiges Sporen Drama" dans la version allemande (ce nom voulant dire "L'histoire des spores qui font rire").
- Le niveau 4-1 a été dénommé en anglais "GO! GO! MARIO!", dans la version française ce niveau a été renommé "Mario le Rapido!".
- Le jeu comporte des dizaines d’ennemis endémiques à l’île des Yoshi qu’on ne retrouvera dans aucun autre jeu de la licence Super Mario.